# Simon Brown (Politiker)
Simon Brown (* 29. November 1802 in Newburyport, Massachusetts; † 27. Februar 1873 in Concord, Massachusetts) war ein US-amerikanischer Politiker. In den Jahren 1855 und 1856 war er Vizegouverneur des Bundesstaates Massachusetts.

## Werdegang
In seiner Jugend arbeitete Simon Brown auf der Farm seines Vaters. Das meiste Schulwissen hat er sich selbst angeeignet. Er lebte in verschiedenen Städten und war auch in der Zeitungsbranche tätig. In Massachusetts und New Hampshire gab er verschiedene Zeitungen heraus. Zwischen 1837 und 1848 lebte er in Washington, D.C., wo er 1837 bei der Verwaltung des US-Repräsentantenhauses angestellt wurde. Kurz danach und bis 1848 arbeitete er dort als Bibliothekar. Von 1848 bis zu seinem Tod lebte er auf einer Farm in Concord, die er auch bewirtschaftete. Politisch gehörte er im Lauf der Zeit verschiedenen Parteien an. Er begann als Demokrat, wechselte zur Know-Nothing Party, dann zur Free Soil Party und endete schließlich bei den Republikanern. Im Juni 1856 nahm er als Delegierter an der ersten Republican National Convention in Philadelphia teil, auf der John C. Frémont als Präsidentschaftskandidat nominiert wurde. Zwischenzeitlich war er als Assistant Secretary für die Staatsregierung von New Hampshire tätig; später gehörte er dem Repräsentantenhaus von Massachusetts an. Außerdem war er Mitglied im Massachusetts State Board of Agriculture und der Middlesex Agricultural Society. Er war Gründungsmitglied des Concord Farmer’s Club sowie des Schulausschusses von Concord. Von 1848 bis 1873 saß er auch im dortigen Library Committee.
Im Jahr 1855 wurde Brown, damals als Kandidat der Know-Nothings, an der Seite von Henry Gardner zum Vizegouverneur von Massachusetts gewählt. Dieses Amt bekleidete er zwischen 1855 und 1856. Dabei war er Stellvertreter des Gouverneurs. Nach dem Ende seiner Zeit als Vizegouverneur setzte er seine Tätigkeiten in Concord fort. Dort ist er am 27. Februar 1873 auch verstorben.